# 紫颏毛腿蜂鸟
，是雨燕目蜂鸟科的一种鸟类。
紫颏毛腿蜂鸟体重约4.54克，翼长约58.5毫米，嘴峰长约22.3毫米，喙宽度约2毫米，喙厚度约1.5毫米，跗蹠长约6.1毫米，尾长约42.1毫米。紫颏毛腿蜂鸟在其分布区内为留鸟，其栖息在半开放的高大树木组成的森林中，食性为草食性，主要食物来源是植物的花蜜。

## 亚种
- ：分布于哥伦比亚西部和中部安第斯山脉的北端。
- ：分布于哥伦比亚和委内瑞拉西北部的东安第斯山脉。
- ：分布于哥伦比亚和厄瓜多尔的安第斯山脉中部。
- ：分布于厄瓜多尔南部和秘鲁极北部的安第斯山脉地区。[4]